# Mk 71 8インチ砲

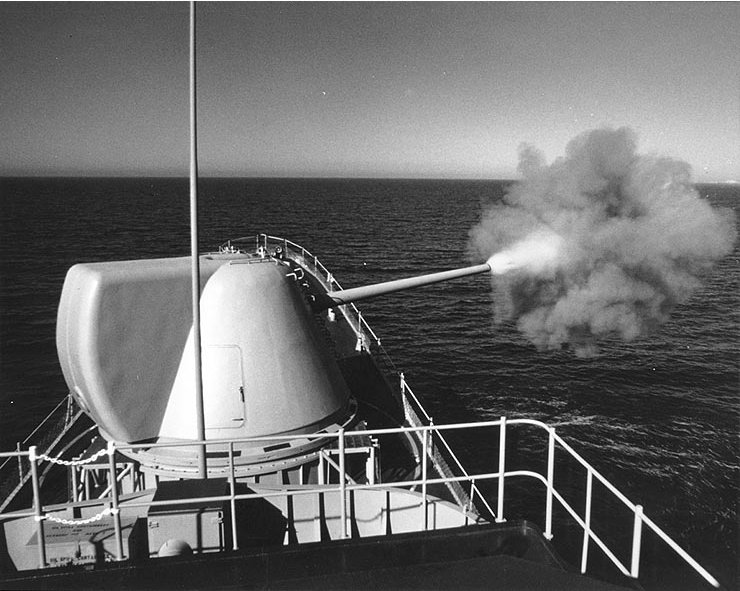
「ハル」（DD-945）に搭載された試作砲。

Mk.71 55口径長8インチ砲（英語: 8"/55 caliber Mark 71 gun）は、アメリカ海軍が開発していた艦載砲システム。大口径軽量砲（Major Caliber Lightweight Gun Mount, MCLGM）として、退役が進む大戦型巡洋艦に代わる強力な対地火力を期待されたが、命中精度や予算上の問題のために配備には至らなかった。

## 来歴
第二次世界大戦後、水上戦闘艦は対空・対潜任務を重視するようになり、艦砲射撃に有利な大口径砲を搭載した艦が新造されることはなくなった。しかし、大口径砲搭載の大戦型巡洋艦は就役を継続していたことから、対地火力投射任務にはこれらの艦が充当されており、朝鮮戦争やベトナム戦争においては大きな成果をあげた。
しかし1970年代に入って、これらの大口径砲搭載の巡洋艦が退役を開始した。8インチ砲搭載のボストン級ミサイル巡洋艦は1970年にそろって退役、デモイン級重巡洋艦は1975年までに退役し、6インチ砲搭載のプロビデンス級ミサイル巡洋艦も1974年までに、ガルベストン級ミサイル巡洋艦は1979年までに退役した。1967年度から75年度で巡洋艦8隻、駆逐艦156隻の退役が予定されており、これにより8インチ砲12門、6インチ砲24門、5インチ砲723門の減となり、重砲火力は半減すると見積もられていた。
ベトナム戦争において大口径砲の対地火力投射能力を再確認したアメリカ海軍は、これらの大戦型巡洋艦の退役を見越して、1965年より、駆逐艦級の艦艇に搭載できる大口径砲の開発を開始していた。当初は陸軍のM113 175mmカノン砲の派生型として60口径175mm砲を計画していたが、結局は艦載用として新たに203mm砲を開発することとなった。
開発はFMC社によって行なわれ、プロトタイプは1969年に完成し、NSWCでの陸上試験が開始された。

## 機構
本砲システムは、新しい軽量な8インチ砲と、砲塔などの付随的システムによって構成される自動砲システムである。
8インチ砲は55口径長で、ペンサコーラ級以来デモイン級に至る重巡洋艦で搭載されてきた砲と同じ砲身長である。ただし、重量は、デモイン級のMk.16の半分程度にまで軽量化された。
砲塔も、Mk.16が装甲板を備えた大重量のものであったのに対し、アルミ合金製の軽量のものとなっている。砲塔の形状は基本的に円錐形だが、後方には砲尾部を収容する突出部がある。砲塔内には通常は人員は配置されないが、円錐部両側後方部にはメンテナンス・ハッチが設けられている。
砲塔下方には直径4.2メートルの弾薬ドラムが設置されており、ここに75発の即応弾が収容される。弾薬ドラムへの弾薬の装填は4名の給弾手により人力で行なわれるが、弾薬から砲への装填は完全自動式である。なお、使用される弾薬は半固定式である。

### 諸元・性能
諸元
- 種別: 後装式ライフル砲
- 口径: 203 mm (8インチ)
- 砲身長: 55口径長
- 重量: 78.5トン

作動機構
- 砲尾: 垂直鎖栓式閉鎖機
- 砲架: 単装砲塔

性能
- 俯仰角: +65〜-5度
- 旋回角: 300度
- 薬室圧力: 56,000 psi (390 MPa)[1]
- 初速: 823メートル毎秒
- 最大射程: 55,000 m
- 発射速度: 12発/分

砲弾・装薬
- 弾薬: 半完全弾薬筒

運用史
- 開発国:  アメリカ合衆国

## 計画の中止

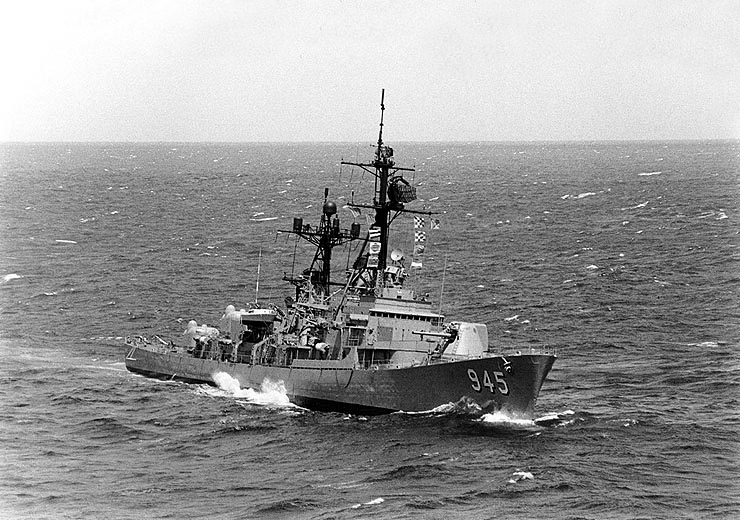
前部砲塔をMk.71 8インチ砲に換装した「DD-945 ハル」

1975年よりフォレスト・シャーマン級駆逐艦「ハル」での洋上試験が開始され、艦前部のMk.42 5インチ単装速射砲にかえてMk.71 8インチ単装砲が搭載された。射撃指揮装置としては、従来Mk.42砲において使用されてきたMk.68に、Mk.155弾道計算コンピュータを付加して使用した。
アメリカ海軍は、この洋上試験で本砲システムの有効性を確認し、1977年度予算において40基の調達を計画した。また1970年度から建造されていたスプルーアンス級駆逐艦は、51番砲を換装することを見越した設計となっていた。しかし米会計監査院（GAO）は命中精度を問題視し、また40基で7億1,800万ドルという巨額な予算を要することもあって、1979年に入って海軍は調達を断念し、「ハル」に搭載されたものも翌1980年までのオーバーホールによって元のMk.42砲に戻される形で撤去された。

## 登場作品
『征途』
Mk.71のパテントを海上自衛隊が買い取り、砲身延長や発射速度増大などの改良を加えて採用した「80式60口径20センチ砲」が登場。
80年代に超大型護衛艦「やまと」に対して行われたイージスシステム搭載などの大改装の際に、それまでの「やまと」副砲である60口径三年式15.5cm3連装砲に代わる形で、艦橋構造物の前後と両舷部に計4基装備される。